# 中国壁球公开赛
中国壁球公开赛是每年9月或10月在中华人民共和国上海市举行的一年一度的男子和女子壁球賽事，該賽事也是PSA世界巡回赛和WSA世界巡回赛的一部分。該賽事於2008年首次舉辦，2014年起在上海舉辦。上海半岛酒店曾多次舉辦該賽事。